# Riksväg 19, Finland

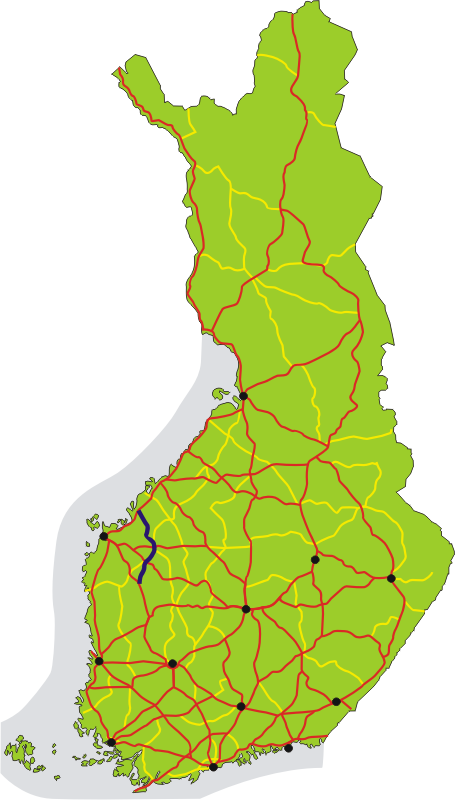
Riksväg 19 markerad med mörkblått på kartan

Riksväg 19 är en av Finlands huvudvägar. Den går från Nykarleby via Seinäjoki till Jalasjärvi.